# الجودي
ٱلْجُودِيّ (بالكردية: Çiyayê Cûdî؛ بالتركية: Cudi Dağı) هو جبل واقع في محافظة شرناق في منطقة كردستان تركيا، ويُعتقد أنه الجبل الذي استقر فيه الفُلْك بعد الطوفان العظيم وَفْقًا للتقاليد الإسلامية والمسيحية المبكرة (بناءً على القرآن، 11:44). وكان يقع الجبل تاريخياً في إقليم كوردوين أو كاردو وفقا للنصوص السريانية.
وردت قصة الجودي في القرآن دون تحديد مكانه في سورة هود: ﴿وَقِيلَ يَا أَرْضُ ابْلَعِي مَاءَكِ وَيَا سَمَاءُ أَقْلِعِي وَغِيضَ الْمَاءُ وَقُضِيَ الْأَمْرُ وَاسْتَوَتْ عَلَى الْجُودِيِّ وَقِيلَ بُعْدًا لِلْقَوْمِ الظَّالِمِينَ ۝٤٤﴾ [هود:44]، كما جاء ذكره في كتاب[ما هي؟]
الحسن بن أحمد الهمداني المتوفى سنة 360 هجري/970 ميلادي فقال: «إن أردت بعد أرض الموصل مررت بتكريت وكان الثرثار عن يمينك وأكثر أهل الموصل مذحج وهي ربيعة فإن تياسرت منها وقعت في الجبل المسمى بالجودي يسكنه ربيعة وخلفه الأكراد وخلف الأكراد الأرمن وإن تيامنت من الموصل تريد بغداد لقيتك الحديثة وجبل بارما يسمى اليوم حمرين» [اقتباس من غير مصدر].